# Poitou

Wapen van Poitou

De voormalige ligging van Poitou.

Poitou is een voormalige provincie in het westen van Frankrijk, voortgekomen uit het graafschap Poitiers. De hoofdstad van Poitou was Poitiers. Poitou grensde aan de Golf van Biskaje in het westen en aan de provinciën Bretagne, Anjou en Touraine in het noorden, Berry en La Marche in het noord- en zuidoosten en Angoumois, Saintonge en Aunis in het zuiden.

## Geschiedenis
De Pictones, een Gallische stam, bewoonden Poitiers en omgeving ten tijde van de verovering van Gallië door de Romeinse veldheer C. Julius Caesar. De naam van Poitou en die van zijn hoofdstad Poitiers zijn afgeleid van de naam van deze Gallische stam. Tijdens de Franse Revolutie is in 1790 de oude indeling van Frankrijk in provincies vervangen door een nieuwe indeling in departementen. De provincie ligt in de huidige departementen Vendée (Bas-Poitou), Deux-Sèvres en Vienne (Haut-Poitou). Ook een stuk in het noorden van het departement Charente en in het westen van Haute-Vienne lagen in de provincie.
De naam Poitou kwam bij de regionalisering van Frankrijk in de jaren '80 terug in de regio Poitou-Charentes, die echter in 2016 is opgegaan in de regio Nouvelle-Aquitaine.

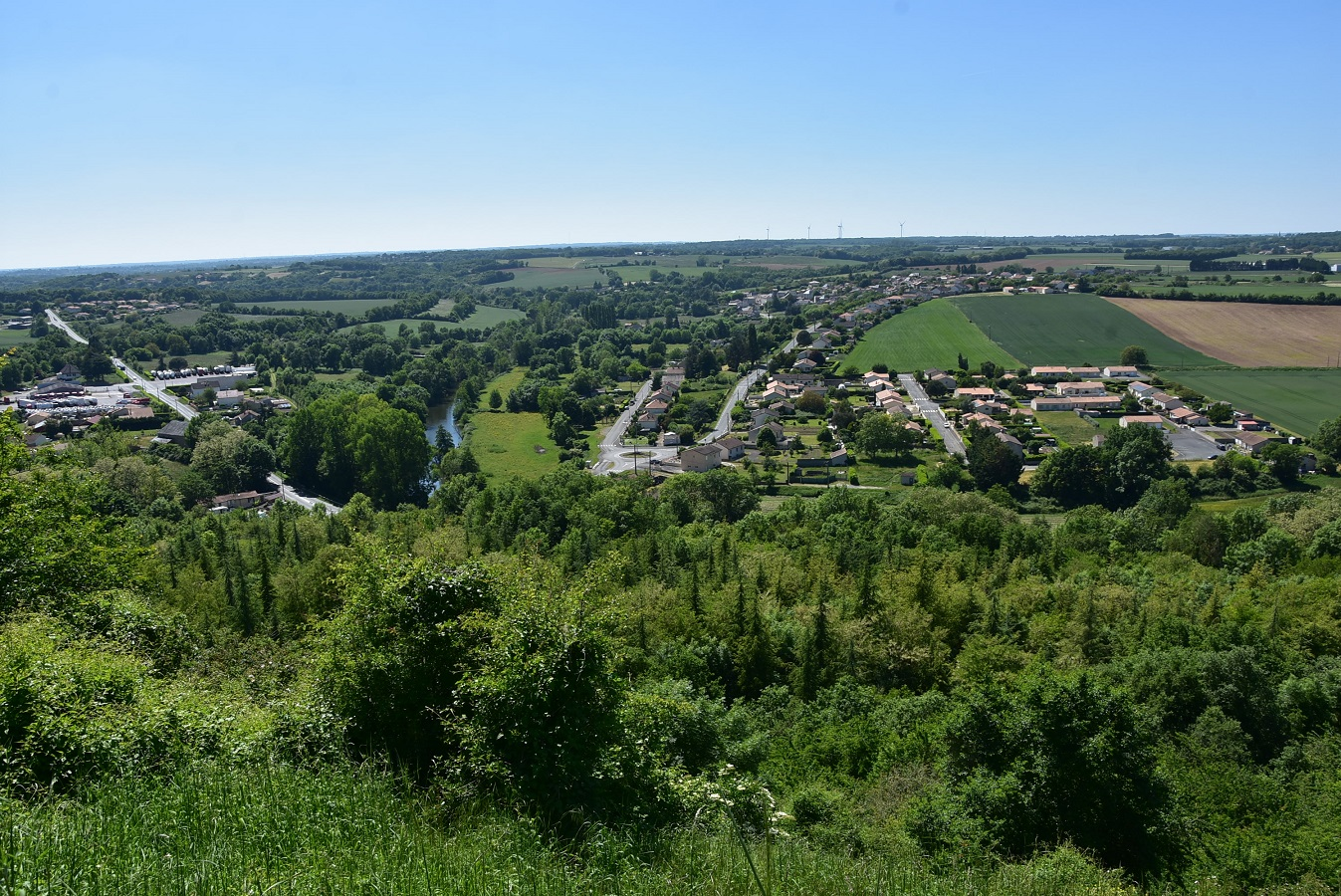
Poitouvlakte gezien richting het westen, Vendée en de Atlantische Oceaan.

Poitou tijdens de 18e eeuw getoond naar de huidige departementen